# Albert Geromini
Albert Geromini (Arvigo, 10 aprile 1896 – Thalwil, 7 dicembre 1961) è stato un hockeista su ghiaccio svizzero.

## Palmarès

### Olimpiadi invernali
- Bronzo a Sankt Moritz 1928 nell'hockey su ghiaccio.